# カーボベルデのサッカー
カーボベルデのサッカーでは、カーボベルデにおけるサッカーの歴史や事情について記述する。

## 歴史
カーボベルデではサッカーが最も人気のスポーツであり、最初のサッカー大会が開催されたのはポルトガル帝国の一部であった独立前の1953年の事である。アカデミカ・ド・ミンデロが州のタイトルを獲得した最初のチームとなった。
カーボベルデサッカー連盟は1986年にアフリカサッカー連盟（CAF）に加盟し、2001年には国際サッカー連盟（FIFA）にも加盟した。

## クラブ

### 国内リーグ戦
カーボベルデでは、1976年にリーグ戦のカーボベルデサッカー選手権が創設された。CSミンデレンセが、リーグ最多13度の優勝を達成している。

### 国内カップ戦
1982年にはカップ戦のカーボベルデ・ナショナルカップが創設された。しかし翌年の1983年以降中断し、2007年より大会が復活した。ボアヴィスタFCが2009年大会と2010年大会で優勝し、連覇を成し遂げている。

## 代表

### 代表チーム
カーボベルデサッカー連盟によって構成されるサッカーカーボベルデ代表は、これまでFIFAワールドカップには未出場である。アフリカネイションズカップには2013年大会で初出場を果たし、ベスト8の成績を収めた。続く2015年大会ではグループリーグ敗退に終わったものの、2021年大会ではベスト16に進出した。

### 主な代表選手
カーボベルデ代表の最多キャップはライアン・メンデスである。2010年に国際Aマッチ初出場し、2023年にババンコの持っていた記録（62試合）を更新した。